# Robert Cade
James Robert Cade (* 26. September 1927 in San Antonio, Texas; † 27. November 2007) war ein US-amerikanischer Professor für Medizin und Physiologie an der University of Florida und erfand das Sportgetränk Gatorade.
Cade graduierte an der University of Texas at Austin und der University of Texas Southwestern Medical Center at Dallas in Dallas, Texas.  Während seiner Zeit am College ging er zur Delta-Ypsilon-Verbindung. Er war ferner bei der Navy.
Cade erfand Gatorade und bot die Rechte des Getränkes der University of Florida an, die aber das Angebot nicht annahm. Cade schloss daraufhin einen Vertrag mit Stokley-Van Camp und begann das Getränk zu verkaufen. Als die Verkäufe anstiegen, bat die Universität um die Patentrechte, die Cade ihr aber nicht gab. Er benutzte einen Teil seines Gewinns, um Stipendien ins Leben zu rufen, und investierte in lokale Geschäfte. Die Universität ging gerichtlich gegen ihn vor und gelangte schließlich zu einer Einigung.
Cade starb im Alter von 80 Jahren an Nierenversagen.